# Chlorogonalia losoplanensis
Chlorogonalia losoplanensis är en insektsart som först beskrevs av Schröder 1959.  Chlorogonalia losoplanensis ingår i släktet Chlorogonalia och familjen dvärgstritar. Inga underarter finns listade i Catalogue of Life.